# Hotel Astoria (Leipzig)

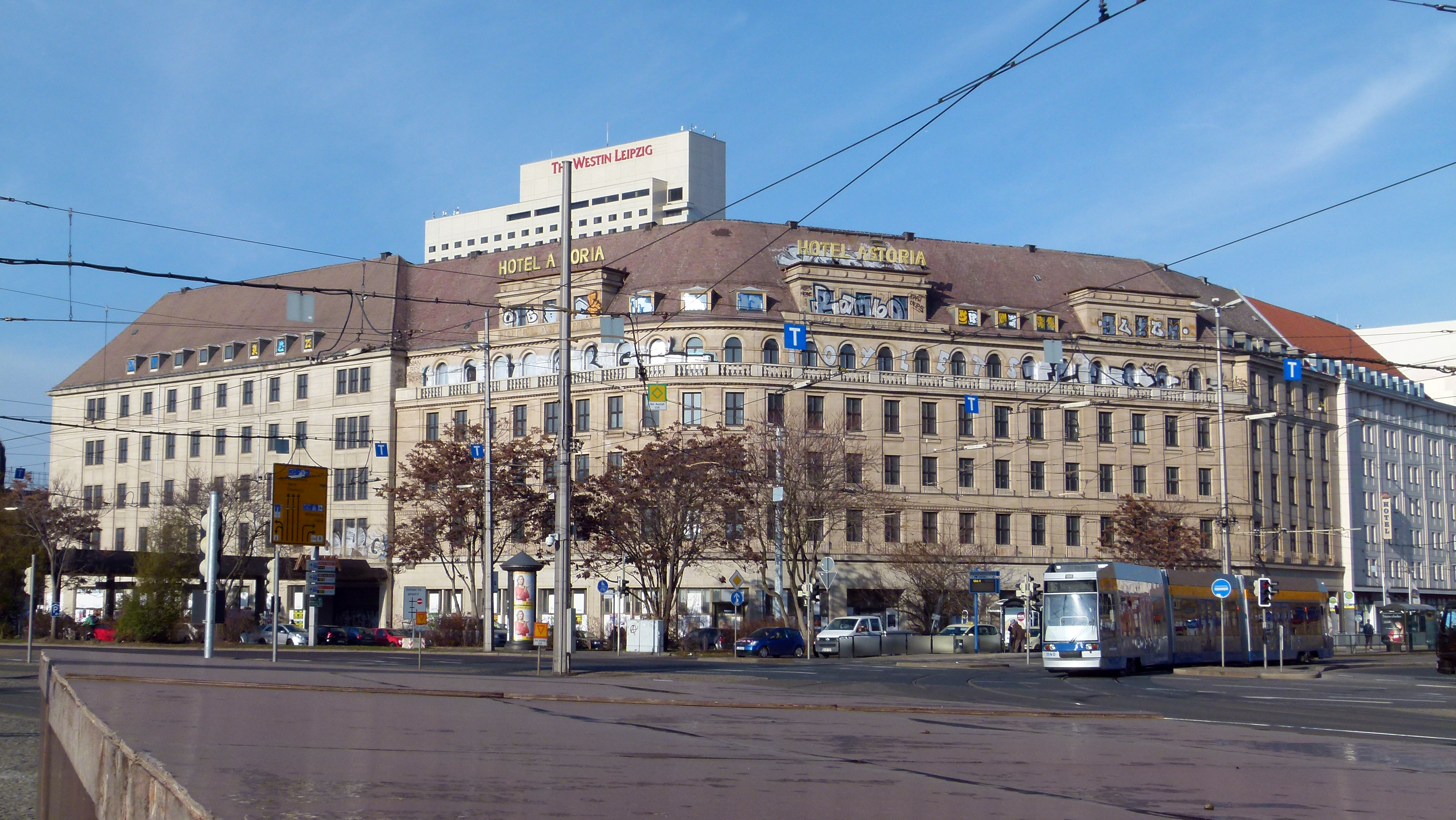
Hotel Astoria, 2013

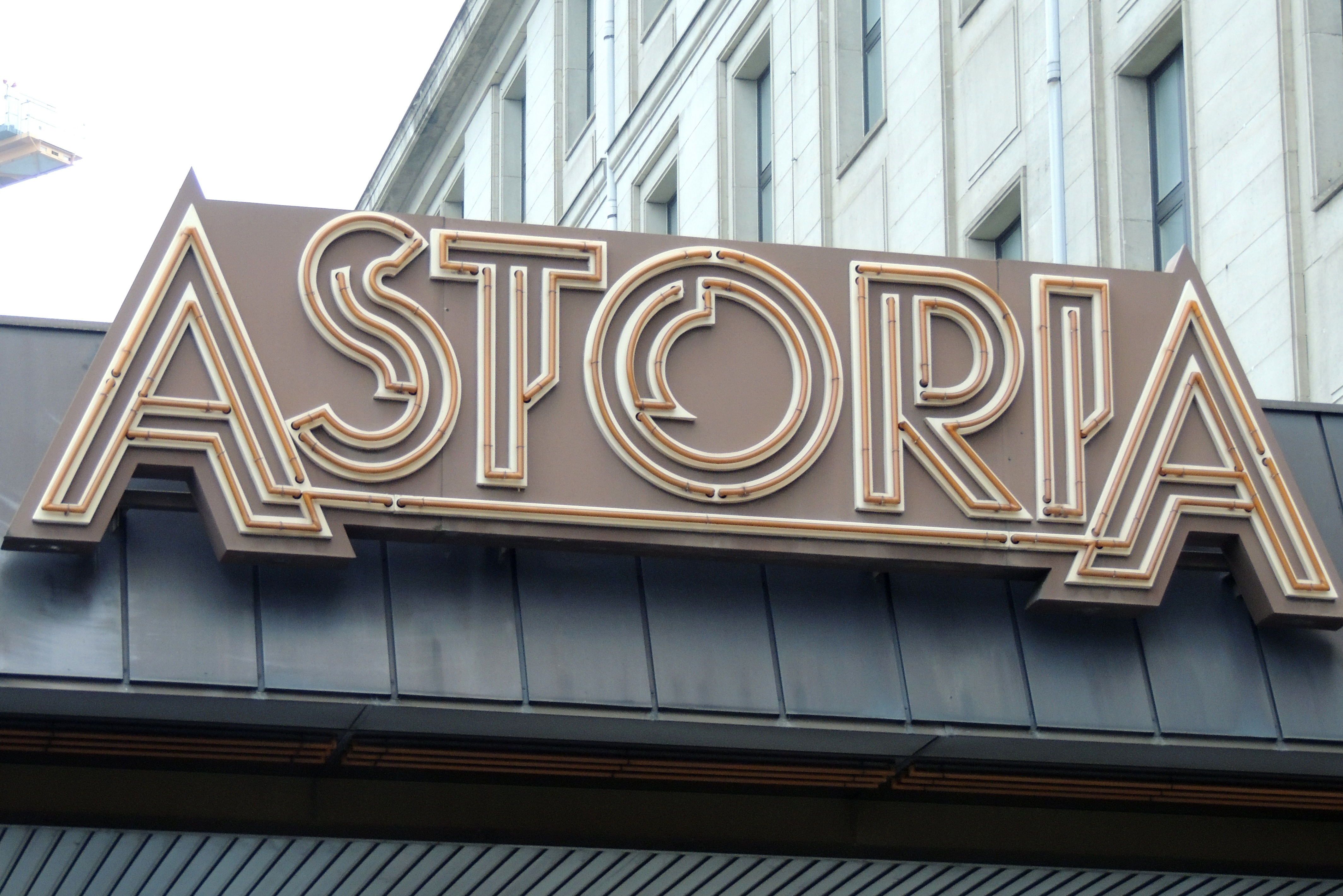
Hotel-Signet aus Leuchtröhren

Das Hotel Astoria in Leipzig wurde am 5. Dezember 1915 eröffnet und bis zum 30. Dezember 1996 betrieben. Es steht unmittelbar westlich des Hauptbahnhofs am Willy-Brandt-Platz zwischen Kurt-Schumacher-Straße und Gerberstraße. Auf die Schließung folgte ein längerer Leerstand des Gebäudes, dessen Fassade unter Denkmalschutz steht. Im Januar 2016 erwarb ein internationales Hotel- und Immobilienkonsortium das Hotelgebäude und verkaufte es im Mai 2016 an das israelische Unternehmen Intown Property Management weiter.

## Geschichte

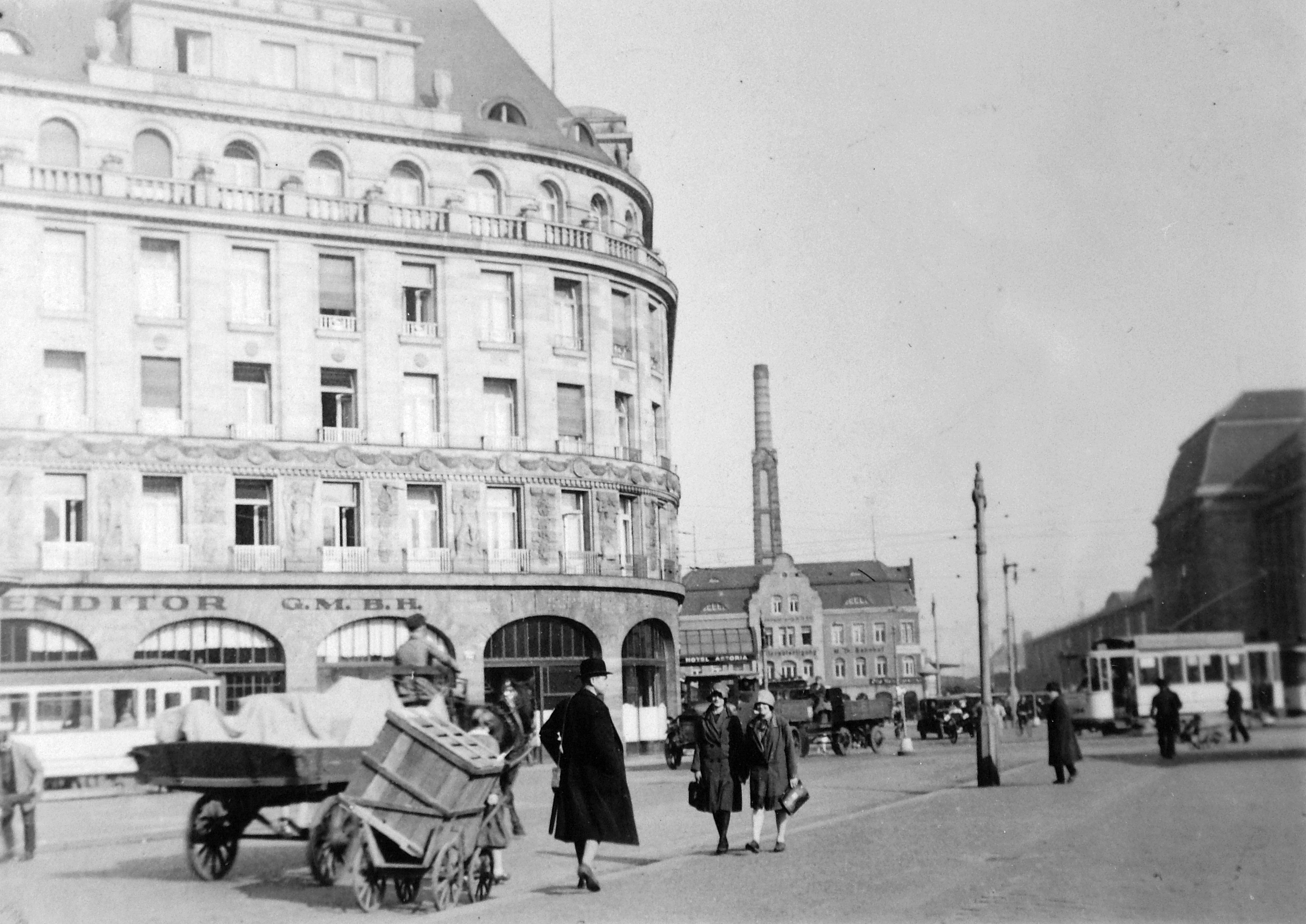
Hotel Astoria, 1928, rechts der Hauptbahnhof

Die Hotelanlage wurde von 1913 bis 1915 nach Plänen der Dresdener Architekten William Lossow und Max Hans Kühne von der Bauunternehmung Cohn & Kreh (mit Sitz in Frankfurt am Main) auf einer Grundfläche von 2.800 Quadratmetern errichtet. Zuvor stand hier das Gebäude der Leipziger Feuerversicherung, und links benachbart war das Bankgebäude des Erbländischen Ritterschaftlichen Creditvereins in Sachsen. Lossow und Kühne waren auch die Architekten des benachbarten, zeitgleich fertiggestellten Hauptbahnhofs. Zu Beginn verfügte das Hotel über etwa 200 Zimmer mit 250 Betten und 35 Bädern. Außerdem gab es ein Tanzcafé, Gesellschaftsräume und mehrere Restaurants (1915 mit 160 Plätzen). Der ursprüngliche Haupteingang befand sich an der Kurt-Schumacher-Straße gegenüber dem Hauptbahnhof. Im Rahmen des Wiederaufbaus nach 1945 wurde dieser in repräsentativerer Form an den heutigen Willy-Brandt-Platz verlegt.
Einer der ersten Anteilseigner war die Leipziger Wollkämmerei. In der Anfangszeit des Dritten Reichs gehörte das Astoria dem jüdischen Bauunternehmer Carl Ottokar Cohn. Im Zuge der Arisierung war er gezwungen, das Hotel weit unter Wert an den Staat zu verkaufen, was ihn letztlich vor der Ermordung im Konzentrationslager bewahrte.
Während des Luftangriffs auf Leipzig am 4. Dezember 1943 wurde das Gebäude teilweise zerstört, Dach und Fassaden waren aber intakt, wie ein Bild von 1946 zeigt.

### DDR

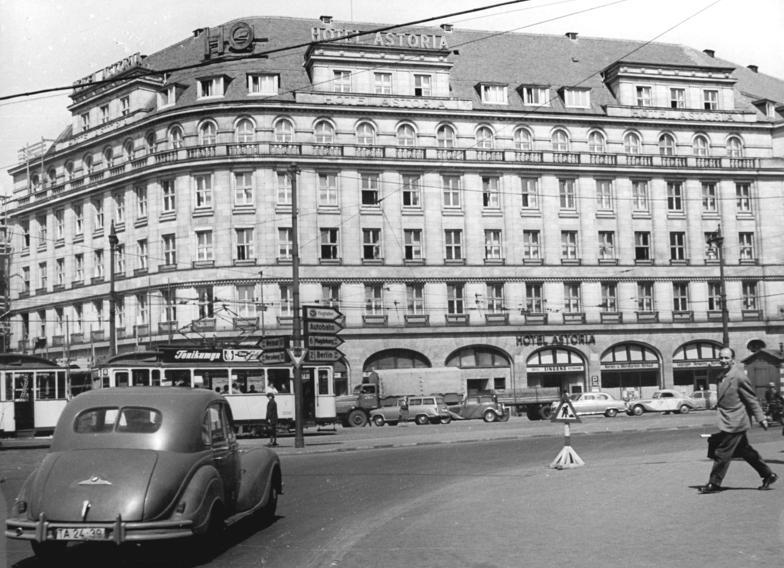
Hotel Astoria im Juni 1957

Erste Aufgaben nach Ende des Zweiten Weltkriegs übernahm das Hotel im Rahmen der Leipziger Frühjahrsmesse 1946, bevor es drei Jahre später offiziell wiedereröffnet wurde. In dieser Zeit befand sich eines der ersten Leipziger Nachkriegs-Fernsehgeräte in der Eingangshalle des Hauses. Bis 1958 wurde durch einen Erweiterungsbau und umfassende Rekonstruktionen die Bettenkapazität auf 350 erhöht. Dazu wurde die benachbarte Ruine des Creditvereins-Gebäudes abgerissen. Der Haupteingang wurde von der Ost- auf die Südseite verlegt. Der Speisesaal wurde von Werner Tübke mit den Wandbildern Die fünf Kontinente ausgestattet. Nach weiteren Baumaßnahmen bot das Hotel Astoria ab 1965 für 465 Gäste Übernachtungsmöglichkeiten und 800 Restaurantplätze. Nach der Enteignung der vormaligen Besitzer wurde es zunächst ab 1952 durch die staatliche Handelsorganisation (HO) und seit 1965 durch die Interhotel-Kette betrieben. Der Festakt zur Gründung der Interhotel fand im Januar 1965 im Hotel Astoria statt.
Zwischen 1969 und 1973 kam es zu einer kompletten Renovierung bei laufendem Hotelbetrieb, unter anderem wurden neue Lifte eingebaut. In den Jahren von 1978 bis 1981 wurden erneut die Zimmer modernisiert und ein neuer Bürotrakt geschaffen, um dem Haus als sogenanntes Regierungs- und Protokollhotel für politisch und gesellschaftlich hoch angesehene Gäste gerecht zu werden. 1986 standen den Besuchern neben der Hotelbar drei angesehene Restaurants, das Tanzcafé Karat sowie drei Salons mit 1000 Plätzen zur Verfügung.
Das Astoria galt zu DDR-Zeiten aufgrund seiner modernen, luxuriösen und individuellen Inneneinrichtung (kein Zimmer glich dem anderen) als eines der schönsten Hotels des Landes und war zudem ein bedeutendes gastronomisches Zentrum. Zu seinen Gästen zählten vorwiegend Mitarbeiter des Regierungsapparats sowie Staatsgäste und Besucher der Leipziger Messe aus dem nichtsozialistischen Ausland, die der DDR als wichtige Devisenbringer dienten. Persönlichkeiten wie Walter Ulbricht, Karl-Eduard von Schnitzler oder Rudi Glöckner waren häufig zu Gast im Astoria.

### Nach der Wende
Kurz nach der Wende erfolgte 1990 die Privatisierung als Hotel Astoria GmbH. 1992 übernahm die Maritim Hotelgesellschaft das Haus und führte es bis zur Schließung 1996 weiter. Seitdem steht das teilweise denkmalgeschützte Gebäude leer. 2006 wurde das Gebäude von der US-amerikanischen Investmentgesellschaft Blackstone Group gekauft. Blackstone suchte eigenen Angaben zufolge nach Investoren für das Hotel. Öffentlichen Interessebekundungen an einem Kauf des Astoria wie zum Beispiel durch den israelischen Investmentbanker Adi Keizman im Jahr 2011 folgten zunächst keine weiteren Schritte. Im August 2013 führte Blackstone ergebnislose Verkaufsgespräche mit den drei Gläubigern eines Darlehens von 550 Mio. Euro, womit Blackstone den Kauf der früheren Interhotel-Kette zum größten Teil finanziert hatte.
Im Januar 2016 wurde bekannt, dass Blackstone nach über zwei Jahren Verhandlungen schließlich doch an die Interessenten Starwood Capital, i-Star und Brookfield verkauft habe. Die Eigentumsübertragung kam im Rahmen eines Paketverkaufs mit zehn früheren DDR-Interhotels zustande. Die Gesamtsumme wurde mit 600 Millionen Euro angegeben. Die neuen Hotelbetreiber wollten den Gebäudekomplex wieder zu einem Hotel und Kongresszentrum entwickeln.
Am 20. Mai 2016 erwarb das Immobilienunternehmen Intown Invest des israelischen Projektentwicklers Amir Dayan das Astoria. Der deutsche Geschäftsführer der Intown Gruppe, seit Januar 2019 umbenannt in Lianeo Real Estate GmbH, Sascha Hettrich, wurde im August 2019 auch zum Leiter der Berliner Vivion Investment GmbH. Vivion ist nun Eigentümerin des Astoria Hotels.

### Umbau ab 2019

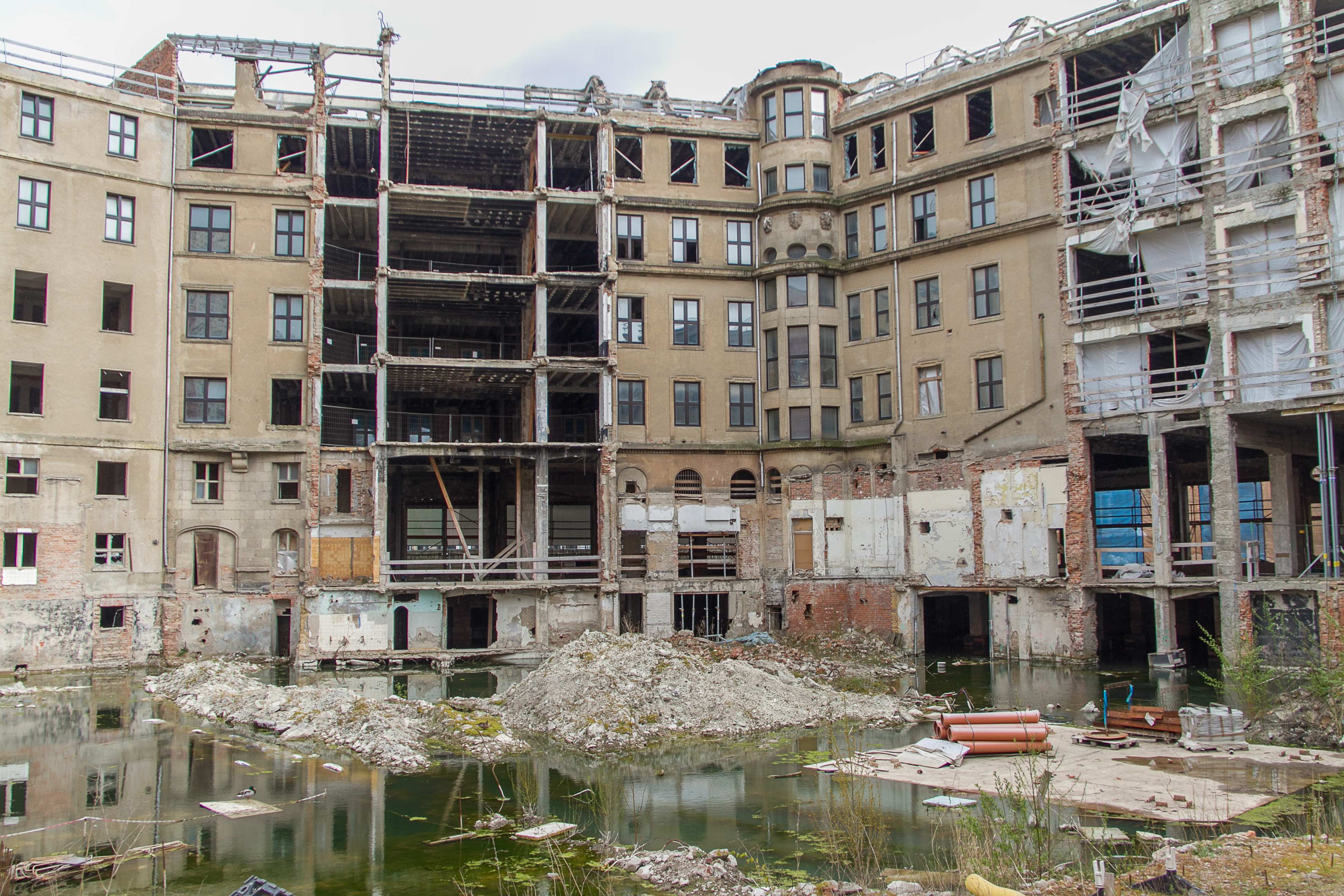
Rückseite des Astoria Hotels Leipzig nach Baustopp

Im April 2017 wurde in einem Bericht der Leipziger Volkszeitung der Baustart für Mitte 2018 und die Eröffnung für Sommer 2020 angekündigt. Die Renovierung und ein Teilabriss wird dabei von dem Berliner Architekturbüro Wolff Architekten betreut, das eine Eröffnung für Ende 2020 ankündigt. Für eine erste Verzögerung sorgte das benachbarte Hotel Best Western, dessen Eigentümer am 24. Juli 2019 einen einstweiligen Baustopp per Eilantrag beim Verwaltungsgericht Leipzig gegen die Baugenehmigung erwirkten. Das Nachbarhotel beschwerte sich über unzureichende Vorkehrungen gegenüber den Staub- und Lärmbelastungen bei den Bauarbeiten. Nach einer Einigung wurde der Eilantrag am 7. August 2019 wieder zurückgezogen.
Im Mai 2019 war die Entkernung des Gebäudes abgeschlossen, erste Details zur geplanten Nutzung wurden auf einer Pressekonferenz vorgestellt. Eine repräsentative Lobby empfängt die Gäste und das Restaurant wird Stilelemente von 1913 bis 1950 zeigen. Ein Bankettbereich für 1000 Gäste auf rund 800 m² mit fünf Ballsälen und sechs Konferenzräumen bildet das Zentrum des Hotels. Die Fertigstellung mit 250 Zimmern und 470 Betten sollte zunächst Ende 2020 erfolgen. Der zukünftige Hotelbetreiber stand im Mai 2019 noch nicht fest. Im Oktober 2019 stand Vivion in Verhandlungen mit der britischen InterContinental Hotels Group (IHG).
Das Oberverwaltungsgericht Bautzen beschloss am 14. Februar 2020, dass die Genehmigung für den Umbau planungsrechtlich unzulässig sei und erwirkte damit eine zweite Unterbrechung der Bauarbeiten. Hotelnachbar Best Western stellte „schon im Frühling 2019“ einen Änderungsbauantrag dem Bauamt Leipzig vor mit einer Reihe von Forderungen an Vivion, die im Wesentlichen auf einer Minimierung des Geräuschpegels seitens der Besitzer des Astoria bestehen. Der Forderungskatalog sieht unter anderem vor: „Änderung der Tiefgaragenzufahrt, die komplette Einhausung der Glascontainer, Elektroantriebe und geräuschfreie Reifen für die Fahrzeuge im Hofbereich“. Vivion kam diesen Wünschen nach Lärmschutz im Innenhof bisher nicht nach. Darüber hinaus wurde bekannt, dass Vivion die bisherige Anzahl von 350 Gästezimmern nicht wie angegeben auf 250 senken, sondern auf 500 Räume aufstocken möchte. Das Leipziger Amt für Bauordnung und Denkmalpflege hob am 11. Juni 2020 den Baustopp wieder auf, nachdem der Fall „intensiv geprüft“ wurde und erteilte eine Baugenehmigung. Dennoch wurden die Bauarbeiten nicht mehr aufgenommen und mit einer Notsicherung zum Winter 2020/2021 vorübergehend eingestellt. Im Juli 2022 kündigte der Bauherr an, die Arbeiten am Astoria im August wiederaufzunehmen, was aber erst im November geschah. Im November 2022 rechnete man mit einer Fertigstellung im Jahr 2025. Aufgrund andauernder Rechtsstreitigkeiten mit einem Nachbarn wurden Ende 2023 gemäß einer neuen Baugenehmigung die Umbaupläne für das Astoria deutlich reduziert, mit dem Ziel nur noch die Hälfte der ursprünglich geplanten 250 Zimmer zu verwirklichen.

## Filme
- Politik, Prominenz und Luxus – Das Hotel Astoria in der DDR. Dokumentarfilm, Deutschland, 2013, 29:45 Min., Buch und Regie: Galina Breitkreuz, Produktion: MDR, Reihe: Der Osten – Entdecke wo du lebst, Erstsendung: 5. März 2013 bei MDR Fernsehen, Inhaltsangabe vom MDR, (Memento vom 8. März 2013 im Internet Archive).
- Hotel Astoria. Animationsfilm mit Gesprächen im O-Ton, Deutschland, 2020, 28:00 Min., Buch und Regie: Alina Cyranek und Falk Schuster, Produktion: hug films, Mitteldeutscher Rundfunk, Filmpremiere: 28. Oktober 2020 bei der DOK Leipzig, Erstsendung: 29. Dezember 2020 im MDR Fernsehen, Inhaltsangabe und Ausschnitte, 4:15 Min. von MDR Kultur, Vorschau, 1:35 Min.

## Hörfunk
- VEB Luxus – Das Leipziger Hotel Astoria. Radio-Dokumentation, Deutschland, 1998, 55 Min., Buch: Ulrich Wendelmann, Regie: Hein Bruehl, Produktion: WDR, Inhaltsangabe von phonostar.

## Musik
- Verfallen – Folge 1: Astoria. 9. Album der Band ASP. Musikgenre: Gothic Novell Rock, Text: Alexander Spreng, Veröffentlichung: 16. Oktober 2015. Musikalische Umsetzung einer phantastischen Handlung, in der das Hotel Astoria als Luxushotel und als Ruine eine zentrale Rolle spielt.[37]
- Verfallen – Folge 2: Fassaden. 10. Album der Band ASP. Musikgenre: Gothic Novell Rock, Text: Alexander Spreng, Veröffentlichung: 1. April 2016. Weitere Erzählungen der Ereignisse im Hotel Astoria im Laufe der deutschen Geschichte, vom Zweiten Weltkrieg bis hin zum Mauerbau.